# ラーチャダムリ通り
座標: 北緯13度44分22.7秒 東経100度32分21.8秒 / 北緯13.739639度 東経100.539389度

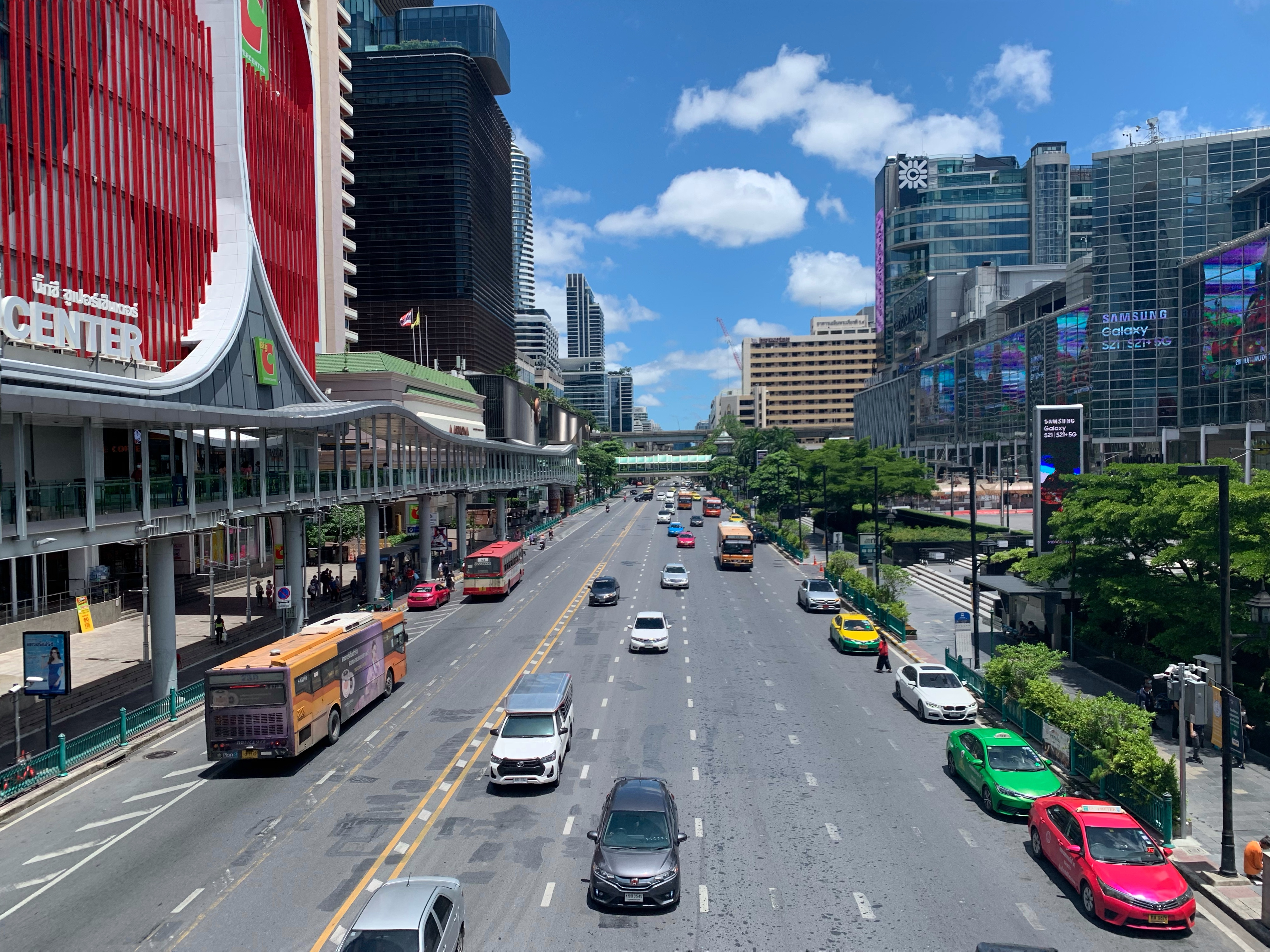
ラーチャダムリ通り

ラーチャダムリ通り（ラーチャダムリどおり、ถนนราชดำริ, Thanon Ratchadamri）は、タイのバンコクにある道路。セントラルワールドプラザなどバンコクを代表するショッピングセンターが立ち並ぶ。

## 接続する主な道路
- プルンチット通り(スクンビット通り)
- ラーマ1世通り
- ラーマ4世通り
- シーロム通り
- ラチャプラロップ通り
- ニューペッブリー通り

## 接続する駅・路線
- ラーチャダムリ駅（バンコク・スカイトレイン）

## 通り沿いにある施設
- セントラル・ワールド・プラザ
- ZEN
- Big C
- ゲイソン
- グランド ハイアット エラワン バンコク
- エーラーワンの祠
- ルンピニー公園
- カンボジア大使館